# Ján Bandžák
Ján Bandžák (22. února 1921 – 12. června 1990) byl slovenský a československý politik, přední funkcionář Strany slobody a poslanec Sněmovny lidu Federálního shromáždění za normalizace.

## Biografie
V roce 1954 patřil Bandžák mezi odpůrce politiky tehdejšího předsedy Strany slobody Vincenta Pokojného. Ten se totiž tehdy rozhodl iniciovat aktivnější politiku strany, včetně plánu na nábor nových členů. Bandžák se proti tomu vyslovil s tím, že hrozí proniknutí ľudáckých živlů do strany. Pokojný byl pak na nátlak stranické opozice i KSČ sesazen z předsednické funkce.
Poté, co v říjnu 1972 zemřel poslanec Ľudovít Hanúsek, byly ve volebním obvodu Holíč vypsány doplňovací volby, Bandžák byl zvolen a od března 1973 zasedal ve Sněmovně lidu Federálního shromáždění. Ve FS setrval do konce funkčního období, tedy do voleb roku 1976.
V roce 1972 byl na 3. slovenské konferenci Strany slobody zvolen vedoucím tajemníkem této strany (vystřídal na tomto postu zesnulého Ľudovíta Hanúska. Na 4. slovenské konferenci Strany slobody v roce 1978 byl ovšem z této funkce sesazen a v roce 1979 vyloučen ze strany.